# Vorsorgeuntersuchung
Eine Vorsorgeuntersuchung ist eine der Diagnose dienende medizinische Maßnahme zur Früherkennung von Erkrankungen oder Gesundheitsschäden. Sie ist Teil der medizinischen Früherkennung. Die Vorsorgeuntersuchung beinhaltet ausschließlich diagnostische Maßnahmen zur Feststellung des medizinischen Zustands. Wird aufgrund eines Befundes danach ein medizinischer Eingriff vorgenommen (z. Bsp. die Entfernung von bei der Untersuchung vorgefundenen Polypen im Darm) ist letzteres nicht mehr eigentlicher Teil der Vorsorgeuntersuchung.